# Slavtjo Tjervenkov
Slavtjo Tjervenkov, född den 18 september 1955, är en bulgarisk brottare som tog OS-silver i tungviktsbrottning i fristilsklassen 1980 i Moskva.